# Спортивное скалолазание на летних Олимпийских играх 2020
Спортивное скалолазание на летних Олимпийских играх 2020 года дебютировало на играх в Токио. Розыгрыш медалей состоялся в двух дисциплинах — мужском и женском многоборье. Спортсмены прошли три дисциплины скалолазания: лазание на трудность, лазание на скорость и боулдеринг. Победитель определялся по формуле умножения занятых мест в каждом виде: выше становился тот, у кого итоговое произведение мест было наименьшим. Этот формат ранее был опробован на Летних юношеских Олимпийских играх 2018 года.

## Формат
3 августа 2016 года Международный олимпийский комитет (МОК) официально объявил, что спортивное скалолазание станет видом спорта на летних Олимпийских играх 2020 года. Этому поспособствовала Международная федерация спортивного скалолазания, предложившая включение вида спорта в олимпийскую программу в 2015 году.
Решение объединить в одно многоборье три дисциплины — лазание на трудность, боулдеринг и лазание на скорость — вызвало критику в мире скалолазания.
Скалолазка Линн Хилл сказала, что решение включить в программу лазание на скорость похоже на «необходимость бегуна на средние дистанции участвовать в спринте». Аналогичные настроения высказал Адам Ондра, заявив в интервью, что любой другой вариант был бы лучше многоборья. Как правило, специализирующиеся на боулдеринге также могут быть сильны и в лазании на трудность, но в лазании на скорость всё же выступают и выигрывают другие спортсмены с узкой специализацией. Скалолазка Шона Кокси заявила: «Ни один боулдерингист не перешёл на скорость и трудность, и ни один скоростник не перешёл на боулдеринг и трудность».
Члены IFSC объяснили, что Олимпийский комитет предоставил возможность розыгрыша только одного комплекта медалей для каждого пола, и они не хотят исключать лазание на скорость. Целью IFSC на Олимпийских играх 2020 года было прежде всего сделать скалолазание и три его дисциплины олимпийскими видами спорта; изменения в формате могут последовать позже. Эта тактика оказалась успешной: они получили второй комплект медалей на летних Олимпийских играх 2024 года, и в Париже лазание на скорость станет отдельным мероприятием, отличным от соревнований, сочетающих лазание на трудность и боулдеринг.
Окончательные результаты рассчитываются путём умножения мест скалолазов в каждой дисциплине скалолазания. Победителем становится тот, у кого минимальное произведение мест.

## Квалификация
В спортивном скалолазании было выделено 40 квот. Каждый национальный олимпийский комитет мог получить максимум 2 места в каждой дисциплине (мужской и женской). По итогам квалификации в Токио участвовали 20 спортсменов: 18 из квалификации, 1 из принимающей страны (Япония) и 1 приглашённый специальной комиссией.
Чемпионат мира по скалолазанию 2019 года стал первым квалификационным мероприятием, в котором было разыграно 7 мест для мужчин и женщин по итогам соревнований в многоборье.

## Расписание
| Q | Квалификация | F | Финал |

| Дата    | 2 августа | 2 августа | 2 августа | 3 августа | 3 августа | 3 августа | 4 августа | 4 августа | 4 августа | 5 августа | 5 августа | 5 августа |
| ------- | --------- | --------- | --------- | --------- | --------- | --------- | --------- | --------- | --------- | --------- | --------- | --------- |
| Мужчины | S         | B         | L         |           |           |           | S         | B         | L         |           |           |           |
| Женщины |           |           |           | S         | B         | L         |           |           |           | S         | B         | L         |

- S = лазание на скорость, B = боулдеринг, L = лазание на трудность

## Медали
Первым олимпийским чемпионом в истории скалолазания 5 августа 2021 года стал испанец Альберто Хинес Лопес, который победил в лазании на скорость, стал седьмым в боулдеринге и четвёртым в лазании на трудность. На следующий день, 6 августа, словенка Янья Гарнбрет завоевала первое в истории золото в женском скалолазании, выиграв соревнования в боулдеринге и лазании на трудность.
| Дисциплина                 | Золото                       | Серебро               | Бронза              |
| -------------------------- | ---------------------------- | --------------------- | ------------------- |
| Мужчины. Личное многоборье | Альберто Хинес Лопес Испания | Натаниэль Коулман США | Якоб Шуберт Австрия |
| Женщины. Личное многоборье | Янья Гарнбрет Словения       | Михо Нонака Япония    | Акиё Ногути Япония  |